# П'єр Рене Делінь
П'єр Рене Делінь (фр. Pierre Rene, Viscount Deligne; нар. 3 жовтня 1944, Брюссель, Бельгія) — бельгійський математик. Знаменитий роботами з доведенням гіпотез Вейля в 1973 році, за які отримав Абелівську премію 2013 року.

## Життєпис
Народився в Брюсселі, вчився в Universite Libre de Bruxelles.
Після захисту докторської дисертації під керівництвом Александра Гротендіка П'єр Делінь працював разом з ним в Інституті вищих наукових досліджень (IHES) під Парижем, спочатку — над узагальненням основної теореми Зариського. В 1968 році працював з Жаном-П'єром Серром. Найвідомішою роботою Деліня є доказ третьої (і останньої) гіпотези Вейля.
З 1970 по 1984, працюючи в США в Інституті перспективних досліджень (Принстон, штат Нью-Джерсі), Делінь залишався постійним співробітником IHES. Тут він виконав свої найважливіші роботи, що лежать поза алгебраїчною геометрією.
У 2006 бельгійський король ввів його у дворянство, зробивши віконтом.
П'єр Делінь є іноземним членом Французької академії наук (1978), Національної академії наук США (2007), Шведської королівської академії наук (2009).

## Нагороди
- 1978 — Філдсівська премія
- 1988 — Премія Крафорда від Шведської королівської академії наук
- 2004 — Премія Бальцана
- 2008 — Премія Вольфа з математики
- 2013 — Абелівська премія

## Вибрані праці
- Deligne, Pierre (1974). «La conjecture de Weil: I». Publications Mathématiques de l'IHÉS 43: 273–307.
- Deligne, Pierre (1980). «La conjecture de Weil: II». Publications Mathématiques de l'IHÉS 52: 137–252.
- Pierre Deligne Commensurabilities among Lattices in PU(1,n). — Princeton, N.J.: Princeton University Press, 1993. — ISBN 0691000964

1. 1 2  https://www.ias.edu/scholars/deligne
2. 1 2  Математичний генеалогічний проєкт — 1997.